# Imaclava hotei
Imaclava hotei is een slakkensoort uit de familie van de Drilliidae. De wetenschappelijke naam van de soort is voor het eerst geldig gepubliceerd in 1949 door Otuka.